# Leonard Feather
Leonard Geoffrey Feather (13 de septiembre de 1914, 22 de septiembre de 1994) fue un productor, crítico y músico y compositor de jazz británico.

## Biografía
Nacido en Londres, en el seno de una familia judía de clase media alta, Feather aprendió de niño a tocar el piano y el clarinete, aunque nunca tuvo una educación musical formal. Con 21 años, Feather efectuó su primera visita a los Estados Unidos, para establecerse definitivamente en Nueva York en 1939, donde empezó a trabajar como productor y como crítico musical. En 1960 Feather se trasladó a Los Ángeles, y alrededor de aquella época comenzó a trabajar como crítico musical para el periódico Los Angeles Times, un trabajo que desempeñaría hasta su muerte.
Leonard Feather falleció en Sherman Oaks, California, a la edad de 80 años.

## Trayectoria
Aunque las composiciones de Feather han sido registradas por artistas de primera fila, como Dinah Washington, Louis Jordan, Ella Fitzgerald o B. B. King, ha sido su labor como escritor, en los campos del periodismo, crítica, historia y promoción del jazz, lo que lo ha hecho pasar a la historia de este estilo. Reconocido como uno de los más influyentes críticos de jazz, Feather es incluso conocido por entusiastas que no leían sus libros ni artículos, pero con lo conocían por sus notas en cientos de discos. 
En 1949, la publicación del primer libro de Feather, Inside Be-Bop ayudó sobremanera al establecimiento de las grandes figuras del género bop, como Charlie Parker o Dizzy Gillespie. Sin embargo, su obra más importante fue The New Encyclopedia of Jazz, publicada en 1960, y que se constituyó de inmediato en un referente absoluto para toda una nueva generación de críticos y entusiastas.
Feather es también conocido por haber inventado los "tests a ciegas", con los que intentaba demostrar que un gran número de críticos, cuando no conocían a priori el nombre de los músicos que habían grabado la obra que estaban juzgando, eran incapaces de identificarlos. La intención del crítico tenía muchas veces carácter político, intentando denunciar a aquellos críticos que sostenían que la raza o el género de los músicos era audible en sus grabaciones. 
Asimismo, Feather era un consumado impulsor de nuevos talentos y un incansable promotor del jazz. Ayudó a descubrir a figuras de la talla de Dinah Washington (que grabaría algunas de las composiciones de Feather), Sarah Vaughan, Mary Osborne, Vivian Garry, o Vi Redd.